# N 3 (sommergibile)
L’N 3 è stato un sommergibile della Regia Marina.

## Storia
Entrato in servizio a meno di un mese dalla fine del primo conflitto mondiale, non ebbe modo di svolgere alcuna missione di guerra.
Il suo primo comandante fu il tenente di vascello Mario Menini, che ne aveva seguito l'allestimento. L'unità prese base a La Spezia, presso la «Squadriglia Sommergibili N».
Negli anni Venti e Trenta prese parte a varie esercitazioni, svolse attività addestrativa ed effettuò alcuni viaggi in mar Tirreno, di breve durata.
In alcune occasioni ebbe brevi dislocazioni a La Maddalena.
Operò anche per l'Accademia Navale di Livorno, venendo impiegato per l'addestramento degli allievi.
Posto in disarmo nel 1934, fu radiato l'anno seguente ed avviato alla demolizione.